# Гексафторосиликат меди(II)
Ге́ксафторосилика́т ме́ди(II) — неорганическое соединение, соль металла меди и гексафторокремниевой кислоты с формулой {\displaystyle {\ce {CuSiF6}}},
растворяется в воде, образует кристаллогидраты.

## Получение
- Действие кремнефтористоводородной кислоты на гидроксид меди(II):

{\displaystyle {\ce {Cu(OH)2 + H2[SiF6] -> Cu[SiF6] + 2H2O}}}.

## Физические свойства
Гексафторосиликат меди(II) образует кристаллогидраты состава {\displaystyle {\ce {Cu[SiF6].n H2O}}}, где n = 4, 6.
Хорошо растворяется в воде, плохо растворяется в этаноле.

## Химические свойства
- Кристаллогидраты теряют воду при нагревании:

{\displaystyle {\ce {Cu[SiF6].6H2O->[100~^{o}{\ce {C}}]Cu[SiF6]{}+6H2O}}}.
- Разлагается при нагревании:

{\displaystyle {\ce {CuSiF6->[120~^{o}{\ce {C}}]CuF2{}+SiF4}}}.